# Diary of a Wimpy Kid: Diper Överlöde
Diary Of A Wimpy Kid: Diper Överlöde (no Brasil, Diário de um Banana: Fräwda Megaxeia; em Portugal, O Diário de um Banana: Frauda Xeia) é um livro de romance infantil escrito e ilustrado por Jeff Kinney. É o 17.º livro da série Diary of a Wimpy Kid. Foi lançado em 25 de outubro de 2022. A história segue Greg Heffley quando ele relutantemente se junta à banda de heavy metal de seu irmão Rodrick, Fräwda Xeia.

## Sinopse
Greg Heffley está descobrindo que conquistar fama e glória não é nada fácil.
Como assistente da banda Fräwda Xeia, liderada por seu irmão Rodrick, ele aprende que noites intermináveis, cachês inexistentes e brigas entre integrantes do grupo fazem parte do estilo de vida de um roqueiro.
Será que Greg conseguirá ajudar a Fräwda Xeia a se tornar uma lenda do rock and roll? Ou passar muito tempo com o irmão e sua banda vai ser, na real, uma Fräwda Megaxeia?